# 库尔特龙
库尔特龙（法語：Courteron，法語發音：[kuʁtəʁɔ̃]）是法国奥布省的一个市镇，位于该省东南部，属于特鲁瓦区。

## 地理
库尔特龙（48°1'10"N, 4°26'44"E）面积10.33 平方千米，位于法国大東部大區奥布省，该省份为法国中北部省份，北起马恩省，西接塞纳-马恩省，西南至约讷省，东南至科多尔省，东临上马恩省。
与库尔特龙接壤的市镇（或旧市镇、城区）包括：埃苏瓦、塞纳河畔日耶、乌尔斯河畔洛什、普莱讷圣朗日。

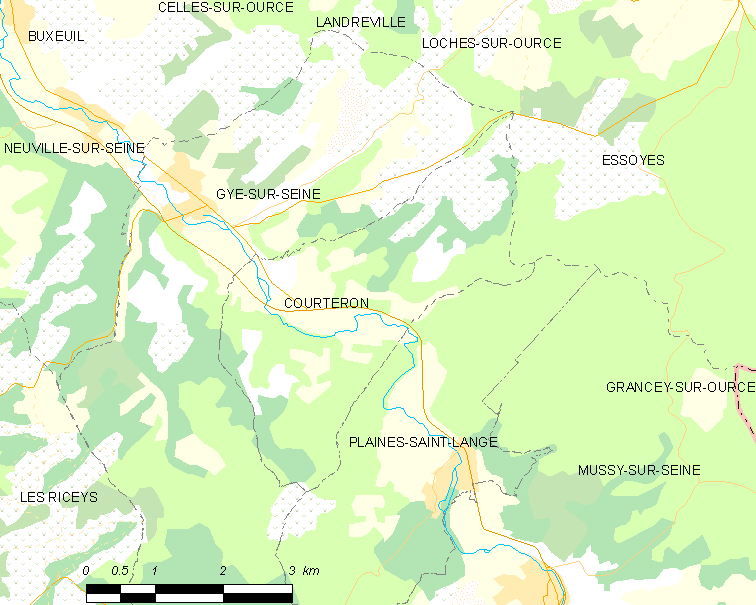
库尔特龙的OSM定位图

库尔特龙的时区为UTC+01:00、UTC+02:00（夏令时）。

## 行政
库尔特龙的邮政编码为10250，INSEE市镇编码为10111。

## 政治
库尔特龙所属的省级选区为塞纳河畔巴尔县。

## 人口

1962-2008年间库尔特龙人口变化图示

库尔特龙于2022年1月1日时的人口数量为100人。